# Fort Plain
Fort Plain és una població dels Estats Units a l'estat de Nova York. Segons el cens del 2000 tenia 2.288 habitants.

## Demografia
Segons el cens del 2000, Fort Plain tenia 2.288 habitants, 960 habitatges, i 599 famílies. La densitat de població era de 649,6 habitants/km².
Dels 960 habitatges en un 30,5% hi vivien nens de menys de 18 anys, en un 44,6% hi vivien parelles casades, en un 11,9% dones solteres, i en un 37,6% no eren unitats familiars. En el 32,3% dels habitatges hi vivien persones soles el 19,5% de les quals corresponia a persones de 65 anys o més que vivien soles. El nombre mitjà de persones vivint en cada habitatge era de 2,37 i el nombre mitjà de persones que vivien en cada família era de 2,97.
Per edats la població es repartia de la següent manera: un 25,8% tenia menys de 18 anys, un 8,1% entre 18 i 24, un 24,7% entre 25 i 44, un 22,1% de 45 a 60 i un 19,3% 65 anys o més.
L'edat mediana era de 38 anys. Per cada 100 dones de 18 o més anys hi havia 84,6 homes.
La renda mediana per habitatge era de 27.476 $ i la renda mediana per família de 40.302 $. Els homes tenien una renda mediana de 28.462 $ mentre que les dones 21.557 $. La renda per capita de la població era de 16.369 $. Entorn del 10,5% de les famílies i el 14% de la població estaven per davall del llindar de pobresa.